# Paul Ehrenberg (Agronom)
Paul Richard Rudolf Ehrenberg (* 16. Mai 1875 in Brandenburg an der Havel; † 18. Januar 1956 in Freising) war ein deutscher Agrikulturchemiker und Hochschullehrer.

## Leben
Paul Ehrenberg war Sohn des Kaufmannes Carl Ehrenberg und der Pastorentochter Meta Louise geb. Lange. Die Familie stammte ursprünglich aus Ohrdruf/Thüringen, war aber seit dem Ende des 17. Jahrhunderts in Hornburg a. Fallstein ansässig gewesen, bevor sie sich im 19. Jahrhundert in Brandenburg/Havel niederließ. Nach einer landwirtschaftlichen Lehre studierte er Agrarwissenschaft an der Universität Jena. 1895 wurde er Mitglied des Corps Saxonia Jena. 1899 promovierte in Jena bei Theodor Pfeiffer mit einer kritischen Studie über die Geldbewertung der Futtermittel. Dann arbeitete er zunächst als Assistent in Jena (Wilhelm Edler und August Gärtner) und darauf in Berlin auf dem Gebiet der Mikrobiologie des Bodens (Theodor Remy), folgte dann aber seinem Lehrer Pfeiffer an die Königliche Universität Breslau, wo er sich 1907 mit einer Arbeit über den Kreislauf des Stickstoffs in der Natur habilitierte. Im selben Jahr übernahm er die Leitung der Abteilung Bodenforschung am Institut für Pflanzenproduktionslehre der Universität Breslau. Für die akademischen Jahre 1928/29 und 1929/30 wurde er zum Rektor der Schlesischen Friedrich-Wilhelms-Universität gewählt. Die Königlich Preußische Forstakademie Hannoversch Münden berief ihn 1910 auf den Lehrstuhl für forstliche Bodenkunde. 1911 wechselte er auf den Lehrstuhl für Agrikulturchemie der Georg-August-Universität Göttingen. 1920 ging er an die Universität Breslau zurück als Direktor des Agrikulturchemischen und Bakteriologischen Instituts. Für das akademische Jahr 1926/27 wurde er zum Dekan der Philosophischen Fakultät gewählt. 1928/29 und 1929/30 war er Rektor der Universität. 1945/46 war er stellv. Prof. für Bodenkunde an der Albert-Ludwigs-Universität Freiburg. Vom 1. Oktober 1946 bis 1949 leitete er – trotz seines hohen Alters – kommissarisch das Institut für Agrikulturchemie der Technischen Universität München-Weihenstephan und gleichzeitig die Bayerische Versuchsanstalt für Landwirtschaft. Danach emeritiert, starb er nach einem Unfall in Freising. Er wurde in Bonn-Bad Godesberg bestattet.
Mit seiner Frau Marie geb. Adam hatte er zwei Söhne und zwei Töchter, deren Nachkommen heute in Deutschland, Österreich und der Schweiz leben.

## Forschungsleistungen
Ehrenberg hat als erster systematisch die Methoden und Erkenntnisse der Kolloidchemie auf den Ackerboden angewandt. Sein 1915 erstmals veröffentlichtes und mehrmals aufgelegtes Hauptwerk „Die Bodenkolloide“ machte seinen Namen international bekannt. Mit einer Vielzahl allgemeinverständlicher Veröffentlichungen versuchte er die neuen Forschungsergebnisse auch den Landwirten nahezubringen.
Auf den Gebieten der Pflanzenernährung und Düngung hat sich Ehrenberg besonders mit dem Antagonismus einzelner Pflanzennährstoffe und dem Problem der „harmonischen Düngung“ auseinandergesetzt. Beachtenswert sind seine Arbeiten über das von ihm propagierte „Kalk-Kali-Gesetz“, wonach sich hohe Kalkgaben nachteilig auf das Pflanzenwachstum auswirken. Während seiner Breslauer Zeit galt Ehrenbergs wissenschaftliches Interesse auch den Problemen der Tierernährung. Weithin bekannt und anerkannt sind seine Beiträge zur Fütterung der Pferde.
Ehrenberg war einer der wenigen Universalisten auf dem Gebiet der Agrikulturchemie in der ersten Hälfte des 20. Jahrhunderts. Allein seine zahlreichen Buchveröffentlichungen dokumentieren die Vielseitigkeit seiner Forschungsfelder. Die Landwirtschaftliche Hochschule Hohenheim verlieh ihm 1952 die Würde eines Ehrendoktors.

## Hauptwerke
- Die Bodenkolloide. Eine Ergänzung für die üblichen Lehrbücher der Bodenkunde, Düngerlehre und Ackerbaulehre. Dresden 1915; 2. stark erw. u. verb. Aufl. ebd. 1918; 3. verm. u. verb. Aufl. ebd. 1922.
- Ratschläge zum Durchhalten für unseren Zuckerrübenbau. Berlin 1917.
- Das Kalk-Kali-Gesetz. Neue Ratschläge zur Vermeidung von Misserfolgen bei der Kalkdüngung. Gleichzeitig ein Versuch zur Aufklärung der nachteiligen Wirkung größerer Kalkgaben auf das Pflanzenwachstum. Berlin 1919. Zugl. in: Landwirtschaftliche Jahrbücher Bd. 54, 1920, S. 1–159.
- Die Brache und ihre Bedeutung. Berlin 1921.
- Der Bau des Ackerbodens. Gemeinverständlicher Abriss der auf den Ackerboden angewandten Kolloidforschung. Dresden 1933.
- Allgemeine und besondere Bodenkunde für den akademisch ausgebildeten Forstmann. Hannover 1947; 2. Aufl. ebd. 1949.
- Der landwirtschaftlich genutzte Boden. Frankfurt/Main 1949.
- Die Düngung unserer Felder und Grünflächen. Lehrbuch für Studierende, fortgeschrittene Praktiker und Verwaltungslandwirte. Stuttgart 1953.
- Die Fütterung des Pferdes. Radebeul und Berlin 1954.